# ليمان دريك
ليمان دريك (بالإنجليزية: Lyman Drake)‏ هو لاعب كرة قاعدة أمريكي، ولد في 1852 في بيريا في الولايات المتحدة، وتوفي في 6 فبراير 1932 في مسكيغون في الولايات المتحدة.

## وصلات خارجية
- ليمان دريك على موقعبيزبول رفرنس.كوم (الدوري الرئيسي) (الإنجليزية)